# الحق في الضوء

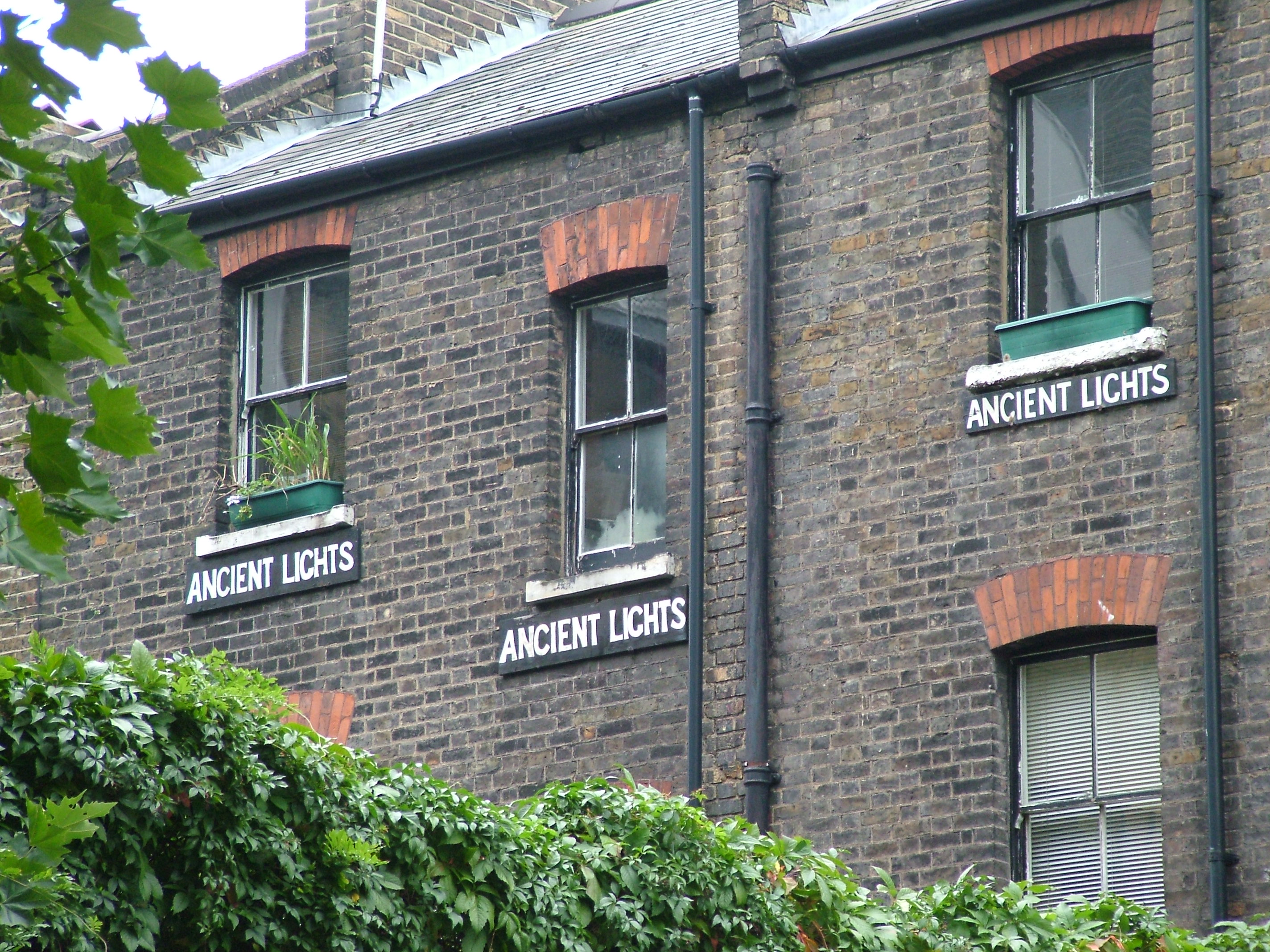
لافتات الأضواء القديمة في كليركينويل، لندن، إنجلترا

الحق في الضوء (بالإنجليزية: Right to light)‏ هو شكل من أشكال حقوق الارتفاق في القانون الإنجليزي الذي يعطي مالك مبنى ذو نوافذ لفترة طويلة الحق في الحفاظ على مستوى الإضاءة، ويعتمد هذا الحق على قانون الأضواء القديمة، وعادةً ما تكتسب هذه الحقوق بموجب قانون التقادم رقم 1832.

## الحقوق
في الواقع، صاحب المبنى الذي تلقى الضوء الطبيعي لمدة تزيد على 20 عامًا مخول بمنع أي عملية بناء يمكنها أن تمنعه/تمنعها من ذلك الضوء، لا يمكن للجيران بناء مبنى يحجب الضوء الطبيعي عن صاحب المبنى من غير إذنه. يمكن للمالك عمل نوافذ جديدة أو توسيعها لكن ليس من الممكن توسيع النوافذ الجديدة قبل مرور 20 عامًا، يمكن للحق في الضوء أن يوجد أيضًا إذا أعطي بشكل صريح عن طريق عقد، أو بشكلٍ ضمني عن طريق قانون ويلدون ضد بوروز (1979).
الشخص الحاصل على الحق في الضوء مخول بالحصول على الضوء الكافي وفقًا للمعايير الاعتيادية للبشر. تستند المحكمة إلى رأي شهود خبراء لتحديد ماهية هذا الحق، حيثُ استخدم الخبراء منذ عشرينيات القرن العشرين طريقة تم اقتراحها من قبل بيرسي وولدرام لمساعدتهم في الحكم، ويشير وولدرام إلى أن الشخص العادي يحتاج وحدة قدم شمعة من الاستضاءة (ما يعادل 10 وحدات لكس) للقراءة والقيام بأي نشاط يعتمد على البصر، وهذا يعادل أيضًا نسبة إلى عامل السماء (مشابه لعامل ضوء النهار) 0.2%، لكن قوانين وولدرام تشكل موضع نقاش كبير في الوقت الحالي، وأدلة الخبراء في حالات الحق في الضوء مستقبلًا خاضعة للنقاش حاليًا.
بعد الحرب العالمية الثانية، أصبح لمالكي المباني إمكانية الحصول على حقوق جديدة عن طريق تسجيل الممتلكات التي تم قصفها بالقنابل، وأصبحت فترة الحق في الضوء 27 عام بشكل مؤقت.
في الأزقة الخلفية للحي الصيني وكوفنت غاردن في لندن، تجد لافتات «أضواء قديمة» تميز بعض النوافذ. تصميم وبناء بيت الإذاعة في ثلاثينيات القرن العشرين تأثر أيضًا وخضع لقوانين الحق في الضوء من قبل السكان المحليين المجاورين، مما أنتج تصميم فريد من نوعه غير متناظر الميلان، والذي سمح لأشعة الشمس بالمرور فوق المبنى للوصول إلى الأحياء الشرقية، ولكن تم هدم هذا المبنى منذ وقت طويل وأصبح الآن موطن لجناح إيغتون الجديد.
تم إدراك مخاطر الحق في الضوء عن طريق قضية قضائية عام 2010 فيما يخص التطور التجاري لمركز ليدز، ولا سيما في سياق المخططات التجارية، حيثُ أيدت هذه القضية أمرًا قضائيًا ضد عقار تجاري، والنتيجة هي أن العديد من المطورين يتطلعون الآن للعمل مع السلطات المحلية لمحاولة استخدام الجزء 237 من قانون تخطيط البلدة والدولة 1990، ومن شأن ذلك أن يمنع إصدار أوامر قضائية ضد مخططات ومشاريع تنطوي على فوائد اجتماعية أو اقتصادية مهيمنة على منطقة ما.

## سلطات قضائية أخرى

### الولايات المتحدة
وفقًا لقانون المسؤولية التقصيرية في الولايات المتحدة، أعلنت محكمة الاستئناف في فلوريدا أن قانون «الأضواء القديمة» قد كان مرفوضًا بالإجماع في الولايات المتحدة.
في 1984، أجاز الناخبون في سان فرانسيسكو الاقتراح كيه (proposition K) الذي يقضي بمنع بناء أي مبنى يزيد ارتفاعه عن 40 قدم ويلقي بظله على حديقة عامة، إلا إذا أقرت لجنة التخطيط بأن الظل غير ملحوظ، هذا الاقتراح قد سبب المشاكل لأحد المباني الذي كان من المقترح أن يكون 34 طابقًا، ويلقي بظله على أحد الحدائق العامة على بعد 10 أحياء من المبنى لمدة ساعة يوميًا في فصل الخريف، بالإضافة إلى ميدان سانت ماري، ساحة جاستن هيرمان، وميدان الاتحاد لفترات ملحوظة من العام. هنالك قوانين ممائلة أيضًا في ولاية ماساتشوستس بخصوص الظل الملقى من المباني المجاورة على حديقة بوسطن المشتركة، الحديقة العامة، وغيرها من الأماكن العامة المفتوحة.